# 西知多道路
西知多道路（にしちたどうろ）は、愛知県東海市の伊勢湾岸自動車道・名古屋高速4号東海線の東海JCTから常滑市の中部国際空港に接続する知多横断道路常滑ICに至る地域高規格道路および都市計画道路である。知多都市計画道路1・3・6号に指定されている。

## 概要
伊勢湾岸自動車道や知多横断道路、名古屋高速道路などと接続することにより名古屋都市圏自動車専用道路網を形成し、西知多産業道路の混雑緩和と中部国際空港への道路アクセスのダブルネットワーク化による信頼性向上を目的として計画されている。
全長は約18.5 kmである。北部区間9.6 kmでは既存の西知多産業道路の自動車専用道部分を4車線から6車線に拡幅すると同時に東海JCTに伊勢湾岸自動車道と直結するランプを新設する。南部区間8.9 kmでは自動車専用道路のバイパス4車線を新たに整備し、知多横断道路常滑IC付近に常滑ジャンクション（仮称）を設置する計画となっている。都市計画決定時に愛知県は通行料無料での整備を予定していたが、2027年のリニア中央新幹線開業までに整備するには財源確保が必要なことから有料化する事を検討している。有料となる区間や運営主体の事業者は未定である。

## インターチェンジなど
以下の表において、
- 全線愛知県に所在するため、所在地から県名は省略している。
- IC番号欄の背景色が    である区間は未開通区間に該当する。
- 未開通区間の名称は全て仮称である。
- 東海JCTから長浦ICは西知多産業道路と重複。

| 施設名       | 接続路線名                                                                                        | 起点から （km） | 備考                                                      | 所在地 |
| ------------ | ------------------------------------------------------------------------------------------------- | --------------- | --------------------------------------------------------- | ------ |
| 東海IC / JCT | E1A伊勢湾岸自動車道、名古屋環状2号線、国道302号、名古屋高速4号東海線、国道247号（西知多産業道路） |                 |                                                           | 東海市 |
| 荒尾IC       | 愛知県道249号長草東海線                                                                           |                 |                                                           | 東海市 |
| 加家IC       | 東海市道大池北線                                                                                  |                 |                                                           | 東海市 |
| 太田IC       | 東海市道太田川駅前通り線（仮称）                                                                  |                 | 新設予定                                                  | 東海市 |
| 横須賀IC     | 国道155号                                                                                         |                 |                                                           | 東海市 |
| 寺本出口     | 知多市道浦浜線                                                                                    |                 | 現在は東海JCT方面からの出口のみ。今後「寺本IC」を新設予定 | 知多市 |
| 朝倉IC       | 知多市道朝倉線                                                                                    |                 |                                                           | 知多市 |
| 長浦IC       | 愛知県道46号西尾知多線、国道247号（西知多産業道路）                                               |                 |                                                           | 知多市 |
| 日長IC       | 国道155号線                                                                                       |                 | 2027年開通予定                                            | 知多市 |
| 金沢IC       | 知多市道東海知多線                                                                                |                 | 2027年開通予定                                            | 知多市 |
| 青海IC       | 愛知県道266号板山金山線                                                                           |                 | 2027年開通予定                                            | 知多市 |
| 多屋IC       | 農道三崎西武線                                                                                    |                 | 2027年開通予定                                            | 常滑市 |
| 常滑JCT      | 知多横断道路                                                                                      |                 | 2027年開通予定                                            | 常滑市 |

## 沿革
- 1964年（昭和39年） - 1969年（昭和44年） : 西知多産業道路（大部分が自動車専用道路）のうち名和北交差点（東海市） - 知多市新舞子間開通。
- 1993年（平成5年）5月 : 第11次道路整備五箇年計画において名古屋圏自動車専用道路に位置づけ。
- 1994年（平成6年）12月 : 地域高規格道路の候補路線に指定。
- 1998年（平成10年）
  - 6月 : 地域高規格道路の計画路線に指定。
  - 12月 : 地域高規格道路の調査区間に指定（東海市内2km）。
- 2003年（平成15年）6月 : 西知多道路推進協議会の設立。
- 2004年（平成16年）3月 : 全線を地域高規格道路の調査区間に追加指定。
- 2007年（平成19年）10月 : パブリックインボルブメント（PI）を開始。
- 2009年（平成21年）7月 : 概略計画の公表（PIの終了）、都市計画・環境アセスメント手続きに着手。
- 2010年（平成22年）3月 : 都市計画の案を作成するための基本方針（案）に関する公聴会を開催。
- 2011年（平成23年）4月 : 都市計画の案を作成するための基本方針を愛知県から関係市（東海・知多・常滑）に通知。
- 2014年（平成26年）4月11日 : 都市計画決定・告示（知多都市計画道路1・3・6号西知多道路）[3]。
- 2016年（平成28年）
  - 4月 : 東海JCT - 加家IC間の東海ジャンクション高架部が権限代行により国（国土交通省）主体で事業化[4]。
  - 4月 : 青海IC - 常滑JCT間が県主体で事業化[5]。
- 2019年（平成31年）4月 : 日長IC - 青海IC間が県主体で事業化[5]。
- 2020年（令和2年）12月6日 : 日長IC - 青海IC間の用地測量開始に伴う杭打式を実施[6]。
- 2021年（令和3年）度 : 長浦IC - 日長IC間が事業化[7]。

## 接続予定道路
- E1A 伊勢湾岸自動車道
- 名古屋高速道路4号東海線
- E87 知多横断道路